# Tuesday Night Music Club
Tuesday Night Music Club é o primeiro álbum da cantora e compositora Sheryl Crow, lançado em 3 de agosto de 1993. O primeiro single "Run, Baby, Run" não foi particularmente bem sucedido. No entanto, o álbum ganhou a atenção após o sucesso do terceiro single, "All I Wanna Do", baseado no poema Wyn Cooper "Fun" e co-escrito por David Baerwald, Bill Bottrell, Sheryl Crow, e Kevin Gilbert. O único número, eventualmente, alcançado dois no Billboard Hot 100, impulsionando o álbum de número três no Billboard 200 E.U. paradas, vendendo mais de 5,3 milhões de unidades lá em janeiro de 2008. No UK Albums Chart, Tuesday Night Music Club chegou a #8. Este álbum está na lista dos 200 álbuns definitivos no Rock and Roll Hall of Fame.

## História
O título do álbum veio do nome que o grupo ad hoc de músicos, incluindo Crow, a "terça-feira Music Club", que se reuniram na terça-feira paraa trabalhar no álbum. Muitos dos compositores créditos com partes Crow.
O grupo existiu como uma composição casual coletivo antes de sua associação com Crow, mas rapidamente tornou-se um veículo para o seu álbum de estreia depois de sua chegada (na época, era de namorada Kevin Gilbert)

## Presença em trilhas sonoras
No Brasil, duas canções de "Tuesday Night Music Club" foram incluídas em trilhas de novelas da Rede Globo. A primeira foi a regravação do clássico "All By Myself", inserida na trilha sonora internacional da novela "Pátria Minha" de Gilberto Braga, exibida entre 1994 e 1995. A outra canção foi "Run, Baby, Run", incluída, também na trilha sonora internacional, da novela "História de Amor", de Manoel Carlos, exibida entre 1995 e 1996.